# Presidentvalet i USA 1976
Presidentvalet i USA 1976 hölls den 2 november 1976 över hela USA.
Valet stod mellan den sittande republikanske presidenten Gerald Ford från Michigan och den demokratiske guvernören Jimmy Carter från Georgia.
Carter tog hem segern i valet. En anledning var att Ford gav amnesti till ex-president Richard Nixon och andra inblandade efter Watergate-skandalen.

## Demokraternas nominering
Anmälda kandidater:
- Birch Bayh, senator från Indiana
- Lloyd Bentsen, senator från Texas
- Jerry Brown, guvernör från Kalifornien
- Robert Byrd, senator från West Virginia
- Jimmy Carter, tidigare guvernör från Georgia
- Frank Church, senator från Idaho
- Fred R. Harris, tidigare senator från Oklahoma, samt tidigare ordförande för DNC, och kandidat för 1972 års nominering.
- Henry M. Jackson, senator från delstaten Washington, samt tidigare ordförande för DNC och kandidat för 1972 års nominering.
- Terry Sanford, tidigare guvernör från North Carolina
- Milton Shapp, guvernör från Pennsylvania
- Sargent Shriver, tidigare USA:s ambassadör i Frankrike, direktör för Fredskåren och OEO, samt 1972 års medkandidat från Maryland
- Adlai Stevenson III, senator från Illinois
- Mo Udall, kongressledamot från Arizonas 2:a distrikt
- George Wallace, guvernör från Alabama kandidat för 1972 och 1968 års nominering (för Demokraterna respektive American Independent Party)

Demokraternas konvent
- Jimmy Carter 2278 röster
- Mo Udall 329 röster
- Jerry Brown 300 röster
- George Wallace 50 röster
- Ellen McCormack (hemmafru från New York) 22 röster
- Frank Church 19 röster
- Hubert Humphrey 10 röster
- Henry M. Jackson 10 röster
- Fred R. Harris 9 röster
- Milton Shapp 2 röster
- Robert Byrd 1 röst
- César Chávez (ledare för UFW från Arizona) 1 röst
- Ted Kennedy (senator från Massachusetts) 1 röst
- Barbara Jordan (kongressledamot från Texas 18:e kongressionella distrikt) 1 röst
- Jennings Randolph (senator från West Virginia) 1 röst

Medkandidaten valdes simultant med presidentkandidaten:
- Walter Mondale (senator från Minnesota) 2837 röster
- Carl Albert (talman från Oklahoma) 36 röster
- Ron Dellums (kongressledamot från Kaliforniens 9:e kongressionella distrikt) 20 röster
- Barbara Jordan 17 röster
- övriga 65 röster

## Republikanernas nominering
- Gerald Ford, president av USA
- Ronald Reagan, tidigare guvernör från Kalifornien

Republikanernas konvent
- President Ford 1187 röster
- Ronald Reagan 1070 röster
- Elliot Richardson (försvars- och socialminister under Nixon) 1 röst

Medkandidatsvalet:
- Bob Dole (senator från Kansas) 1921 röster
- Jesse Helms (senator från North Carolina) 103 röster
- övriga 235 röster

## Resultat
| Kandidat                 | Medkandidat              | Röster     | %      | Elektorsröster |
| ------------------------ | ------------------------ | ---------- | ------ | -------------- |
| James Earl Carter, Jr.   | Walter Frederick Mondale | 40 831 881 | 50,1 % | 297            |
| Ronald Wilson Reagan     | Robert Joseph Dole       | -          | -      | 1 (a)          |
| Gerald Rudolph Ford, Jr. | Robert Joseph Dole       | 39 148 634 | 48,0 % | 240            |
| Totalt                   |                          | 81 531 584 | 100 %  | 538            |

(a) Mike Padden, en republikansk trolös elektor (faithless elector) från delstaten Washington, gav Ronald Reagan sin elektorsröst.